# 全日本アラブグランプリ
全日本アラブグランプリ（ぜんにほんアラブグランプリ）とは日本の地方競馬である福山競馬場で行われた競馬の重賞競走（平地競走）である。

## 概要
1999年まで福山競馬場で行われていた西日本地区交流競走「西日本アラブダービー」を2000年に地方全国交流競走に転換し、競走名も「全日本アラブグランプリ」に変更した。出走条件はアングロアラブ系3歳馬。しかし全国のアラブ系競走馬の縮小に伴い2004年に廃止された。

## 歴代優勝馬
| 回数  | 施行日         | 優勝馬             | 性齢 | 所属 | タイム | 優勝騎手 | 管理調教師 | 馬主         |
| ----- | -------------- | ------------------ | ---- | ---- | ------ | -------- | ---------- | ------------ |
| 第1回 | 2000年11月26日 | ミスターカミサマ   | 牡3  | 福山 | 2:36.5 | 渡辺博文 | 那俄性哲也 | 高橋幸夫     |
| 第2回 | 2001年11月23日 | フジナミスペシャル | 牡3  | 福山 | 2:37.9 | 嬉勝則   | 小嶺英喜   | 村上要       |
| 第3回 | 2002年11月24日 | ミスターサックス   | 牡3  | 兵庫 | 2:36.8 | 田中学   | 佐々木勝彦 | （有）トシノ |
| 第4回 | 2003年11月30日 | スイグン           | 牡3  | 福山 | 2:34.2 | 片桐正雪 | 千同武治   | 村上俊信     |
| 第5回 | 2004年11月28日 | マルチジャガー     | 牡3  | 高知 | 2:36.5 | 西川敏弘 | 松木啓助   | 千頭喜代子   |

- 距離：ダート2250m
- 出走条件：アングロアラブ系3歳馬・地方全国
- 優勝馬の馬齢は2000年以前も現表記を用いている。

### 各回競走結果の出典
- 全日本アラブグランプリ　歴代優勝馬 - 地方競馬全国協会、2014年8月12日閲覧

#### 馬主の出典
- JBISサーチ 2014年8月12日閲覧
  - 2000年，2001年，2002年，2003年，2004年